# Associazione Calcio Juniorcasale 1974-1975
Questa voce raccoglie le informazioni riguardanti l'Associazione Calcio Juniorcasale nelle competizioni ufficiali della stagione 1974-1975.

## Rosa
| N. |                   | Ruolo | Calciatore         |
| -- | ----------------- | ----- | ------------------ |
|    | Italia (bandiera) | D     | Livio Binelli      |
|    | Italia (bandiera) | C     | Luigi Bosca        |
|    | Italia (bandiera) | C     | Umberto Catarci    |
|    | Italia (bandiera) | D     | Girdano Chiesa     |
|    | Italia (bandiera) | C     | Umberto Depetrini  |
|    | Italia (bandiera) | D     | Attilio Fait       |
|    | Italia (bandiera) |       | Franco Fracchia    |
|    | Italia (bandiera) | P     | Claudio Garella    |
|    | Italia (bandiera) | D     | Paolo Gilardino    |
|    | Italia (bandiera) | A     | Gian Enrico Grillo |

| N. |                   | Ruolo | Calciatore          |
| -- | ----------------- | ----- | ------------------- |
|    | Italia (bandiera) | D     | Virgilio Landini    |
|    | Italia (bandiera) | A     | Gian Battista Motta |
|    | Italia (bandiera) | A     | Claudio Pellegrini  |
|    | Italia (bandiera) | A     | Dario Polvar        |
|    | Italia (bandiera) | C     | Paolo Resta         |
|    | Italia (bandiera) |       | Rustico             |
|    | Italia (bandiera) |       | Torazza             |
|    | Italia (bandiera) | C     | Loris Trevisani     |
|    | Italia (bandiera) | P     | Dario Trombin       |
|    | Italia (bandiera) | D     | Renato Zanella      |